# Rubus suevicola
Rubus suevicola är en rosväxtart som beskrevs av Heinrich E. Weber. Rubus suevicola ingår i släktet rubusar, och familjen rosväxter. Inga underarter finns listade i Catalogue of Life.